# 堤隆博
堤 隆博（つつみ たかひろ、1981年3月15日 - ）は、日本の俳優。大阪府出身。

## 出演

### 映画
- ラスト サムライ（2003年） - 侍役
- イキガミ（2008年）
- ヒョンジェ（2008年） - 朝鮮高校不良役
- ぼくはうみがみたくなりました（2009年） - 遊覧船観光客役
- ガマの油（2009年） - 渋谷のキャッチ役
- 彼岸島（2010年） - 師匠のレジスタンス役
- SAMURAI SONG（2010年） - 金剛地宗男役
- OH MY GOD!（2012年） - 主演:ホームレス役
- SR　サイタマノラッパー ロードサイドの逃亡者（2012年） - 山下産廃工業労働者役
- ジョーカー・ゲーム（2015年） - スパイ候補生役
- ギャングース（2018年）-港湾関係者役

### テレビドラマ
- CHANGE（2008年7月14日　フジテレビ） - 報道スタッフ役
- 兄帰る（2009年2月14日　WOWOW） - ドラマ俳優役
- 特命戦隊ゴーバスターズMission22（2012年7月22日　テレビ朝日） - イベント会場スタッフ役
- 薄桜記第6回　用心棒（2012年8月17日　NHK　BSプレミアム） - 徒侍・青田役
- 白戸修の事件簿第9・10話（2012年3月　TBS） - 手塚良太 役
- 遅咲きのヒマワリ〜ボクの人生、リニューアル〜 第1話（2012年10月12日　フジテレビ） - 怪我をした作業員役
- さんすう刑事ゼロ第2話（2013年4月22日　NHK　Eテレ） - 成宮の部下役
- ヴァンパイア・ヘヴン第2話・第5話（2013年　テレビ東京） - ドラマ俳優役
- 白衣のなみだ 慈命 第31話（2013年5月13日　フジテレビ） - 借金取りの男役
- イタズラなKiss〜Love in TOKYO 第9話（2013年5月31日　フジテレビTWO） - カフェの店長役
- 確証〜警視庁捜査3課 第9話（2013年6月10日　TBS） - バーテンダー役
- 酔いどれ小籐次第11話　偽小籐次（2013年8月30日　NHK　BSプレミアム） - 町人役
- 鍵のない夢を見る「美弥谷団地の逃亡者」（2013年9月8日　WOWOW） - 刑事役
- 金田一耕助 VS 明智小五郎（2013年9月23日　フジテレビ） - 刑事役
- 屍活師 女王の法医学（2013年9月27日　フジテレビ） - 第一発見者の釣り人役
- 黒猫、ときどき花屋 第1話（2013年10月1日　NHK　BSプレミアム） - 救急隊員役
- 八重の桜」第41回　覚馬の娘（2013年10月13日　NHK） - 槇村の密偵役
- ハニー・トラップ 第1話（2013年10月19日　フジテレビ） - SP役
- ダンダリン 労働基準監督官 第5話（2013年10月30日　日本テレビ） - 人気スイーツ店の客役
- 私は代行屋！晴子の事件推理 2（2013年11月2日　テレビ朝日） - 警官役
- 強行犯係・魚住久江〜ドルチェ2（2013年11月15日　フジテレビ） - 松本中央署・山部和樹役
- ハードナッツ！〜数学girlの恋する事件簿〜第7話（2013年12月1日　NHK　BSプレミアム） - テロリスト集団「JJJ」のリーダー役
- 闇金ウシジマくんSeason2（2014年　MBS） - ケツモチ役
- 銭の戦争（2015年1月6日　関西テレビ） - 債権者のヤクザ
- アルジャーノンに花束を（2015年4月-6月、TBS） - ドリームフラワーサービス従業員

### CM
- au「auの庭で　auBOX音楽篇」（2008年） - ティッシュ配り役
- 政府広報オンライン「緊急雇用対策　事業主の皆様へ篇」（2009年） - 作業員役
- ACジャパン「きちんとしかろう篇」（2009年〜2010年） - 悪い大人役

### WEB
- 映画「HERO★MAN」 - 無邪気なヤンキー役

### ビデオ
- 初体験物語　未果のラブラブ大作戦（2009年）
- 隠密くノ一列伝　敵中突破！伊賀女忍者（2009年）
- 隠密くノ一列伝　秘められた女忍（2009年）
- 喧嘩の極意3・4・5（2009年）
- 東京アウトロー烈伝　二代目総長・大下優季菜（2010年）
- 横須賀アウトロー烈伝（2011年）
- ヤンキー女子高生7（2011年）
- ヤンキー女子高生6（2011年）
- ヤンキー医師（2012年）
- デコトラギャル麻里（2012年）
- エロいい話　渚のマーメイド（2012年）
- ツクシのエロいい話（2012年）
- パチンコクイーン七瀬（2012年）
- CA物語　エッチな客室乗務員（2012年）
- 最強パチスロガールリオ（2012年）
- ヤンキー先生（2012年）
- モテ女キ（2012年）

### PV
- スネオヘアー「期待外れの空模様」（2011年 監督：入江悠） - 土方の兄ちゃん役
- Not Yet「週末Not Yet」（2011年　監督：入江悠） - ロックバンド役
- NANJAMAN「YES ME FRIEND」（2011年） - 主演・村田修役
- Mr.Q「手紙」(2018年）-主演

### 舞台
- 劇団野良犬弾「宇宙ステーション殺人事件」（2009年1月　池袋シアターグリーン　BIGTREE THEATER）
- 劇団DOGADOGA+(plus)「偽作　肉体だもん」（2009年7月　アサヒアートスクエア）
- 中井組「夢二」（2010年5月　ザムザ阿佐ヶ谷）-東郷青児役
- wonder×worksプロデュース「東京ブギーラウンド」（2010年10月　笹塚ファクトリー　山梨富士川町ますほ 文化ホール）
- 「飛龍伝」（2011年3月、11月　築地ブディストホール） - 猪熊虎象役
- 「熱海殺人事件」（2011年7月-8月　浅草リトルシアター） - 熊田留吉役
- 東京サムライガンズ第2回公演「プレイネスフルデイズ　 〜人生最〇のサプライズ〜」（2012年3月 新宿THEATER BRATS）
- 東京サムライガンズ第3回公演「プレイネスフルデイズ2　 〜僕たちのAnswer〜」（2012年11月 新宿THEATER BRATS）
- 「幕末純情伝」（2012年12月、2013年12月　Gフォースアトリエ、大阪Independent theater 2nd） - 主演・坂本龍馬役
- 「ゆめゆめこのじ」（2014年5月　恵比寿エコー劇場） - 坂本龍馬役
- wonder×worksプロデュース「キダリダ→」（2016年6月　俳優座劇場　ABCホール）